# Apobletes malaccensis
Apobletes malaccensis är en skalbaggsart som beskrevs av Sylvain Auguste de Marseul 1870. Apobletes malaccensis ingår i släktet Apobletes och familjen stumpbaggar. Inga underarter finns listade i Catalogue of Life.